# Mira Figarová
Miroslava „Mira“ Figarová (14. srpna 1917 Královo Pole – 12. ledna 2013 Brno) byla česká tanečnice, choreografka a divadelní pedagožka, členka Národního divadla v Brně, kde působila v letech 1936 až 1961. Jejím partnerem byl operní pěvec Zdeněk Kroupa.
Tanci se věnovala od dětství, v roce 1930 ve věku 13 let poprvé veřejně vystupovala v divadle v baletu Vítězslava Nováka Signorina Gioventù. Od roku 1932 působila jako elévka baletního souboru brněnského Národního divadla.
Po ukončení aktivní taneční kariéry působila jako choreografka a pedagožka na brněnské konzervatoři.

## Ocenění
- 1996 Cena Thálie za celoživotní mistrovství v oboru balet
- 2001 Cena města Brna v oboru dramatické umění
- portrét v Síni slávy brněnského Národního divadla